# Pyracantha
Pyracantha és un gènere de la família de les rosàcies. Són originaris del sud-est d'Europa i est i sud-oest d'Àsia. Són semblants al gènere Cotoneaster, però tenen el marge de la fulla serrat i nombroses espines.
Són arbust de fins a 6 m d'alt, de flors blanques i fruits en pom que maduren a la tardor avançada.
Als Països Catalans es troba el piracant Pyracantha coccinea però només es considera realment espontani a la Garrotxa i en altres comarques segurament és subespontani.

## Taxonomia
- Pyracantha angustifolia. Sud-oest de la Xina.
- Pyracantha atalantioides. Sud de la Xina.
- Pyracantha coccinea d'Itàlia a Àsia menor.
- Pyracantha crenatoserrata. Xina central.
- Pyracantha crenulata. Himàlaia.
- Pyracantha koidzumii. Taiwan.
- Pyracantha rogersiana. Yunnan.

## Usos
És una planta ornamental molt usada per la vistositat de les seves flors i fruits. S'utilitza per a la creació de tanques verdes, degut al seu port, atractivitat i per les nombroses espines, que el fan impenetrable. Els fruits són amargants i indigestos en cru però comestibles si es preparen en melmelades o xarop. Els ocells se'ls mengen.

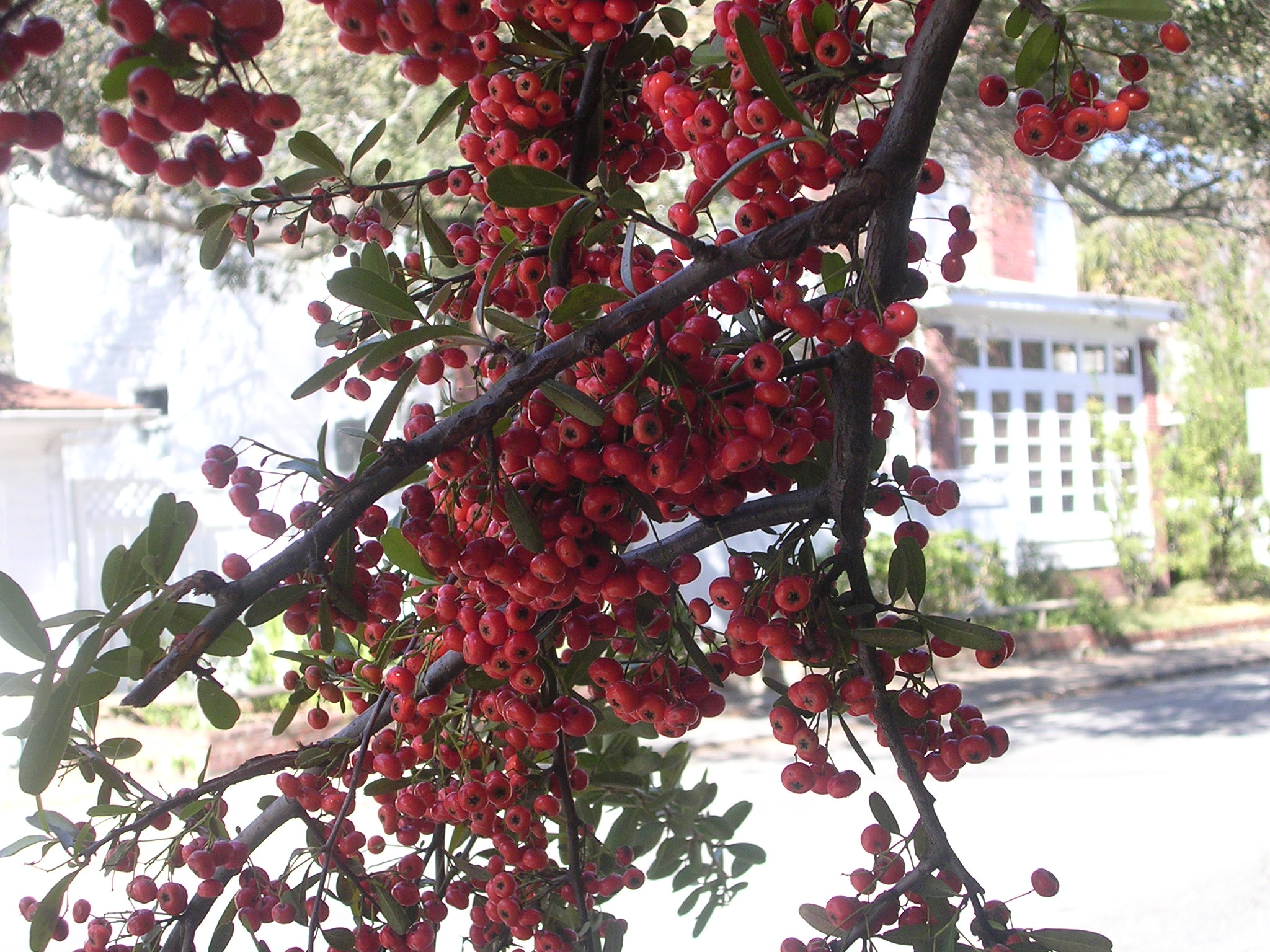
Fruits de Pyracantha
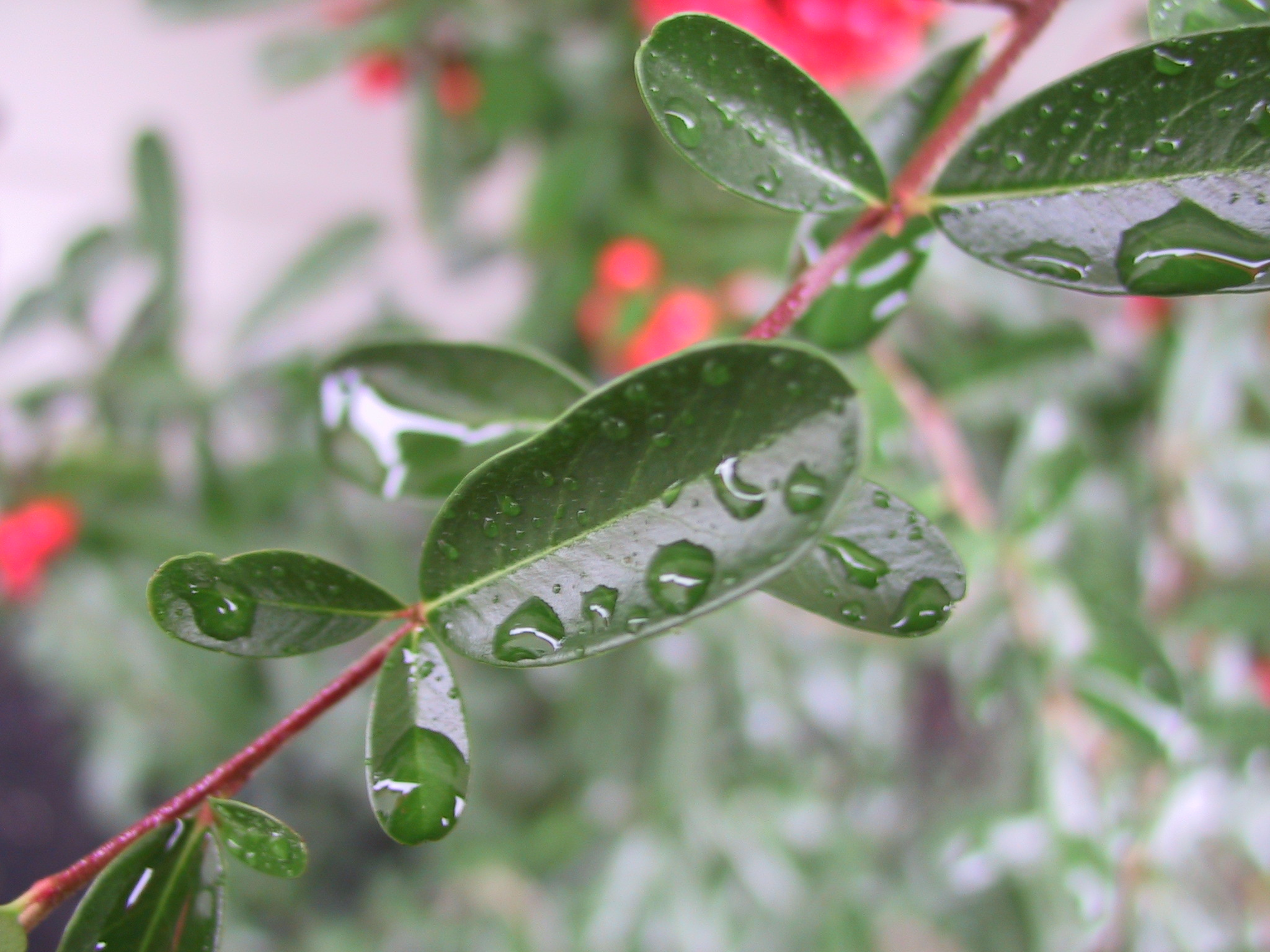
Fulles de Pyracantha
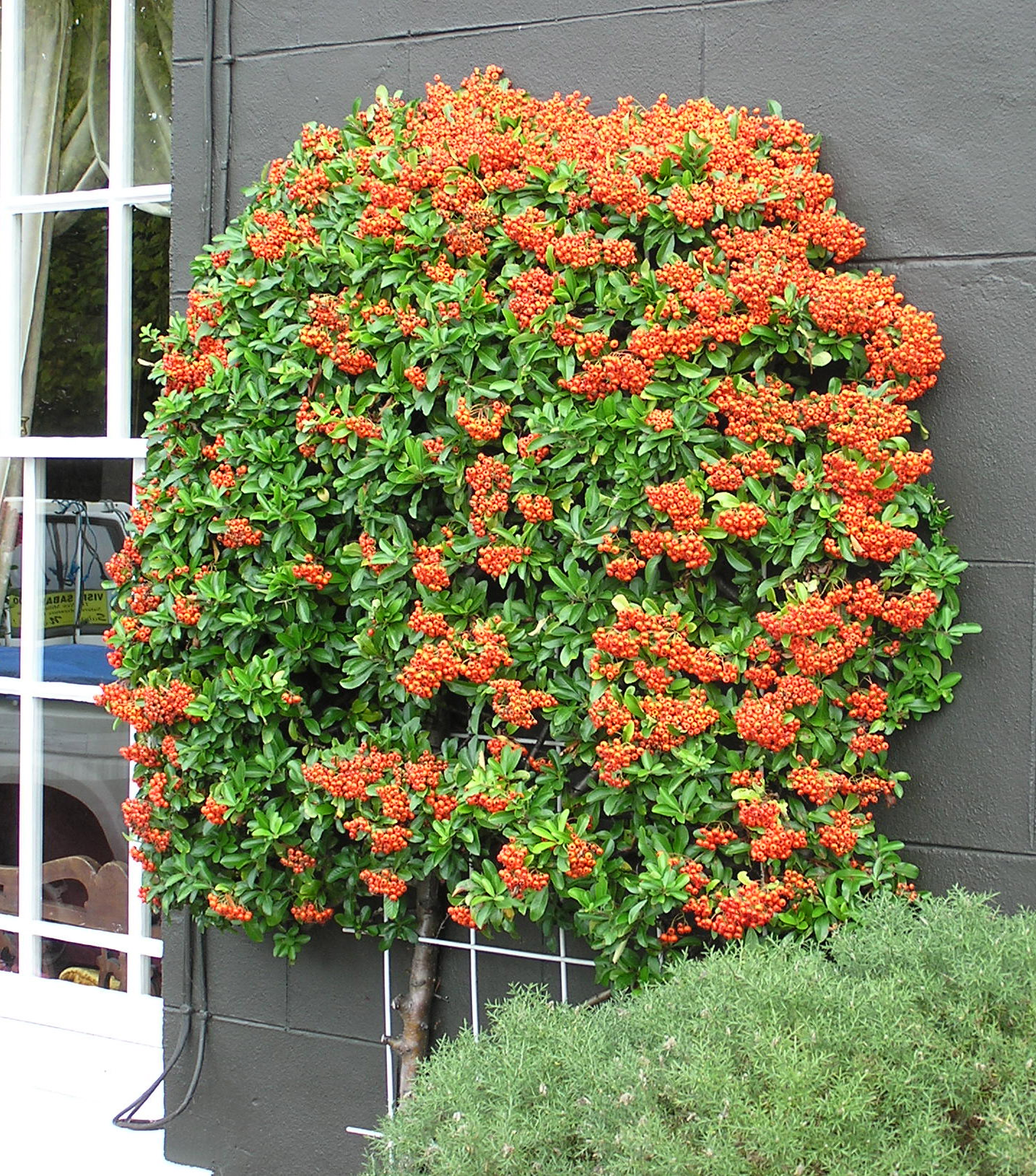
Pyracantha en espatllera
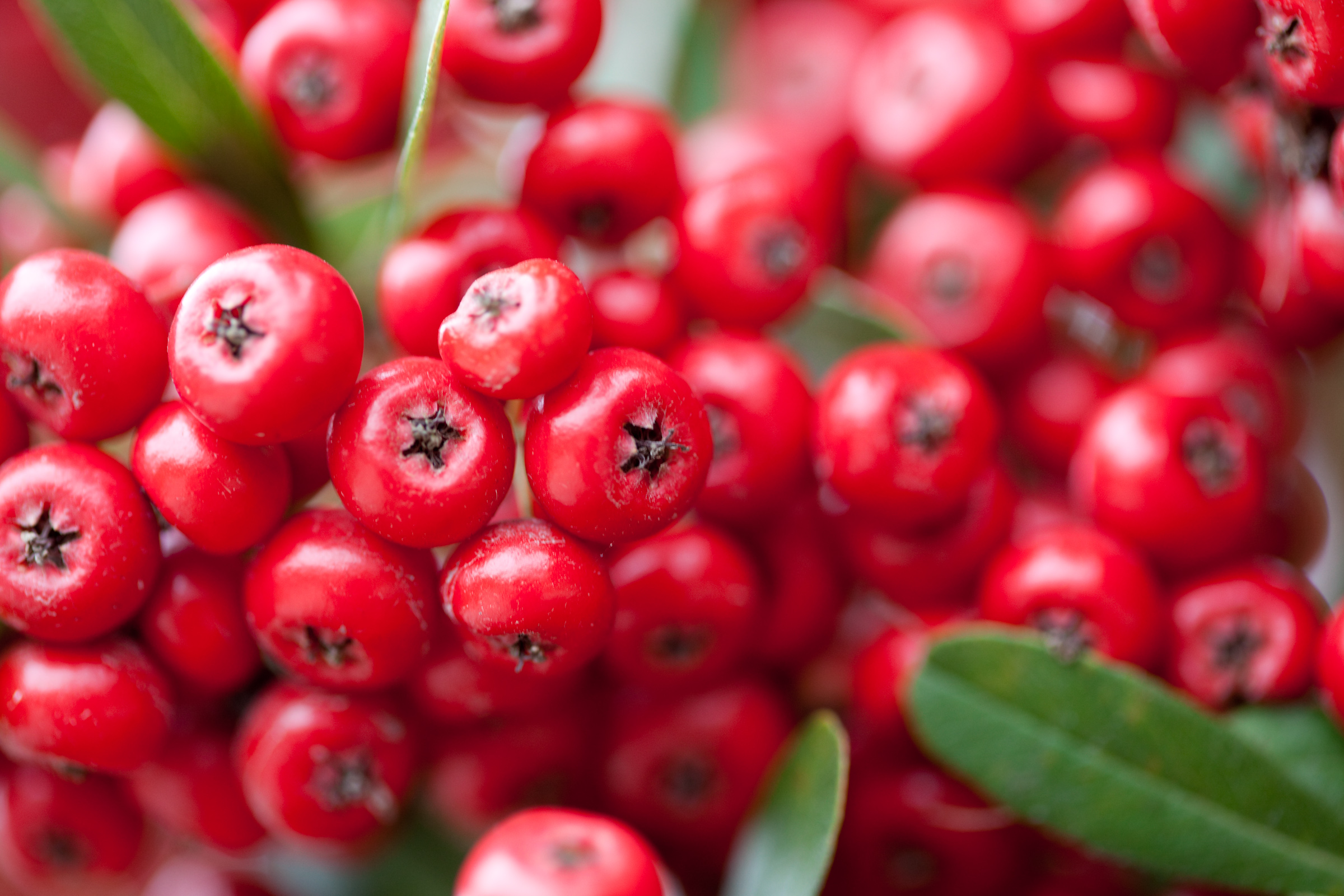
Detall dels fruits
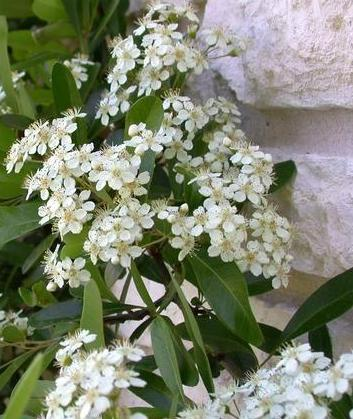
Flors de Pyracantha coccinea
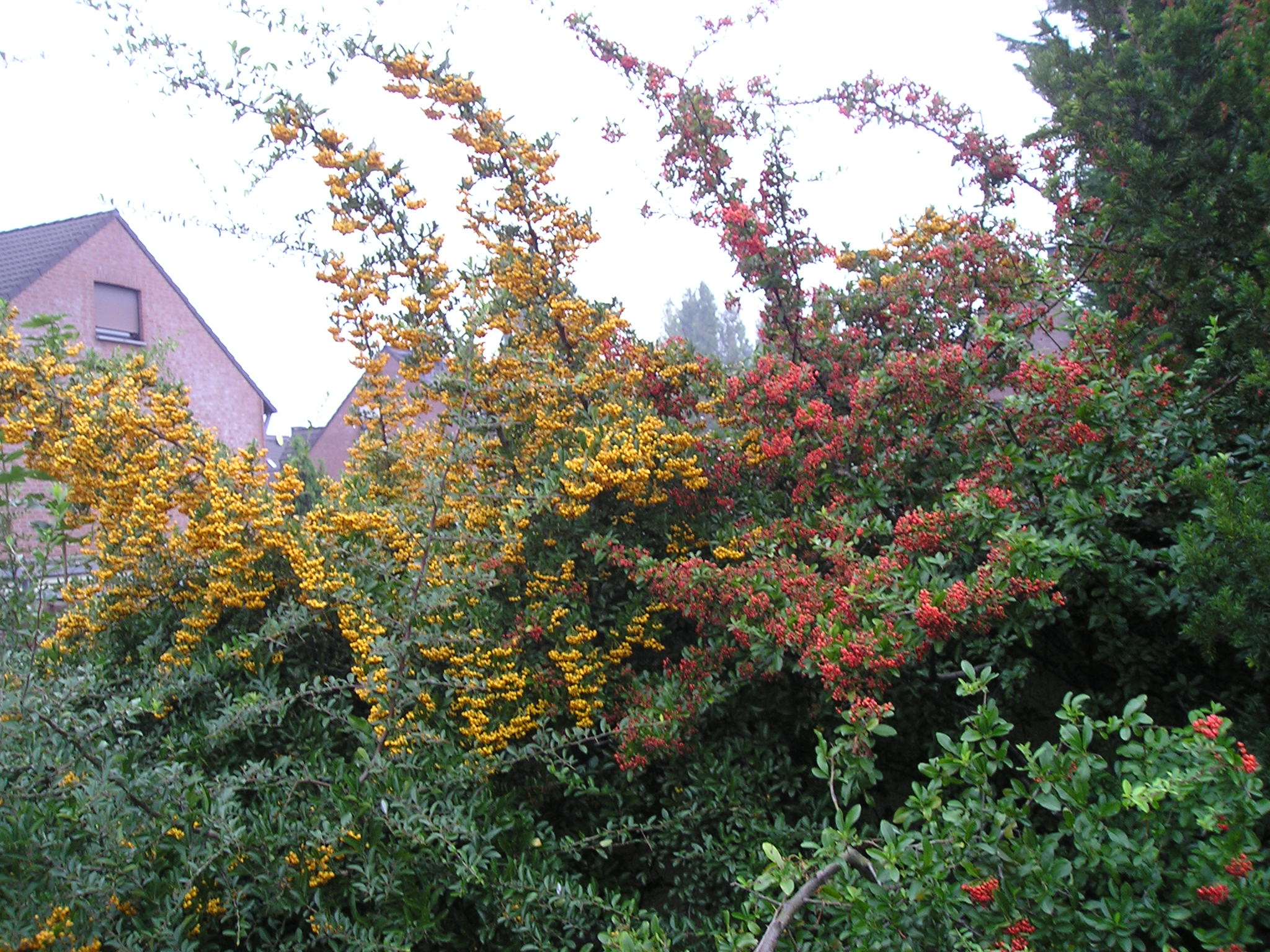
Pyracantha coccinea
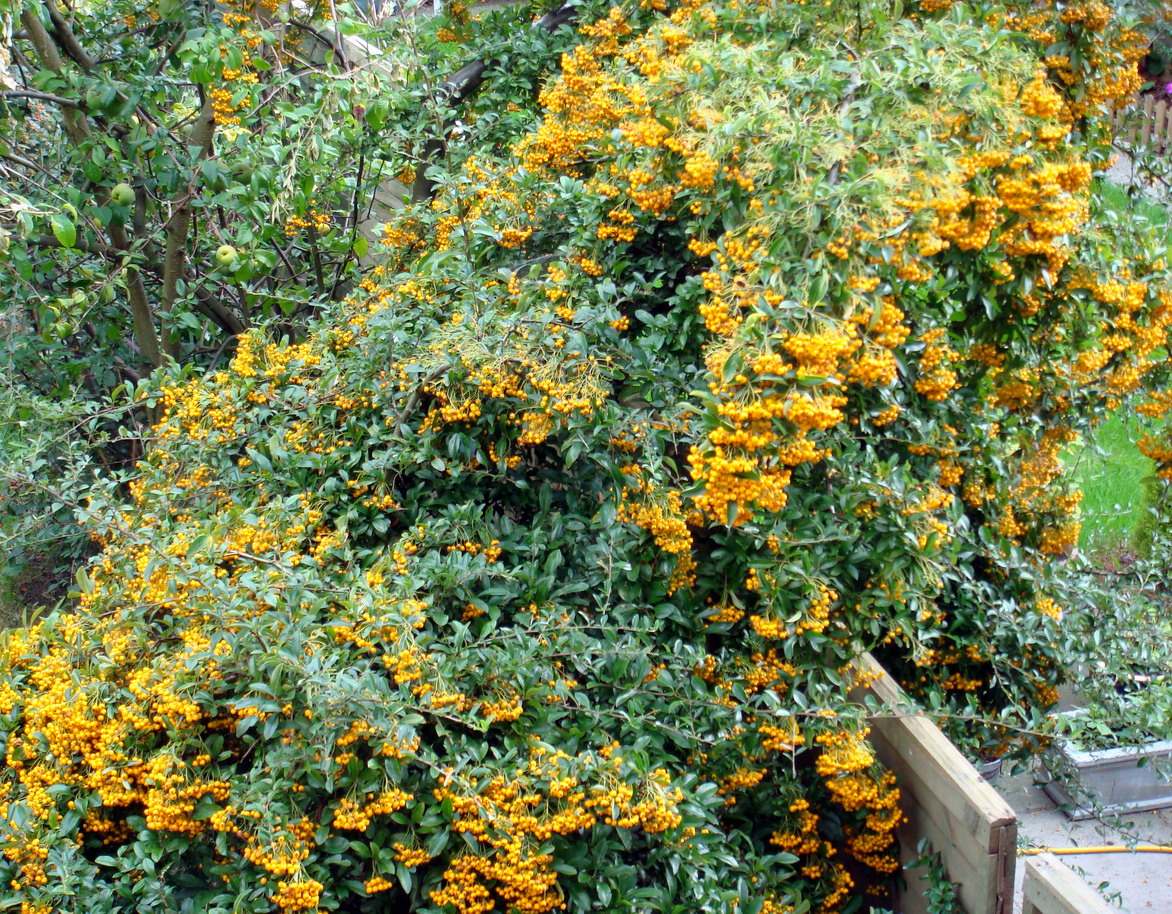
Pyracantha coccinea forma 'Orange charmer'
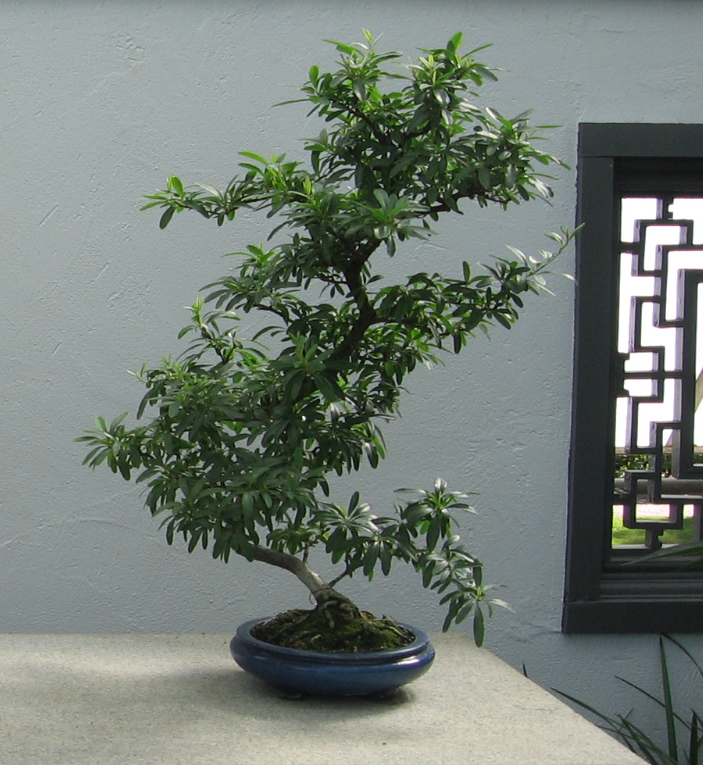
Pyracantha crenulata com a bonsai